# Дейкстерхёйс, Эдуард Ян
Эдуард Ян Дейкстерхёйс (нидерл. Eduard Jan Dijksterhuis; 28 октября 1892[…], Тилбург, Северный Брабант — 18 мая 1965[…], Де-Билт, Утрехт) — нидерландский историк науки.

## Биография
Родился в семье учителя Беренда Дейкстерхёйса и его жены Гезины Эркес. Он был вторым ребёнком в семье из троих детей.
Дейкстерхёйс изучал математику в Университете Гронингена с 1911 по 1918 года и озаглавил свою докторскую диссертацию «A Contribution to the Knowledge of the Flat Helicoid». С 1916 года работал учителем в школе, руководимой его отцом, с 1932 года преподавал математику, физику и космографию в Лейденском, а затем в Амстердамском университете. Он выступал за изменения в преподавании математики и за укрепление формальных характеристик этой дисциплины. В 1952 году был избран членом Нидерландской королевской академии наук. В 1953 году был назначен преподавателем истории математики и естествознания в Утрехтском университете, а в 1955 году — в Лейденском университете. В 1962 году, Дейкстерхёйс был награждён медалью Сартона Общества историков науки.
Его классическое произведение «Механизация картины мира» посвящено происхождению механистического взгляда на мир и математическому описанию природы в качестве основной его сюжетной линии, подробно обсуждается развитие математической научной мысли от Древней Греции до времен Ньютона, охватывающее более двух тысяч лет, также подробно анализируются различные идеологические контексты происхождения классической физической науки. А одной из самых замечательных частей книги называет переводчик ее на китайский язык Zhang Butian обсуждение в ней западноевропейской средневековой натурфилософии.

## Личная жизнь
Был женат на Йоханне Нимейер, уроженке Гронингена. Их бракосочетание состоялось 27 декабря 1920 года в Харене. В браке родились два сына и одна дочь.